# Indigo Girls

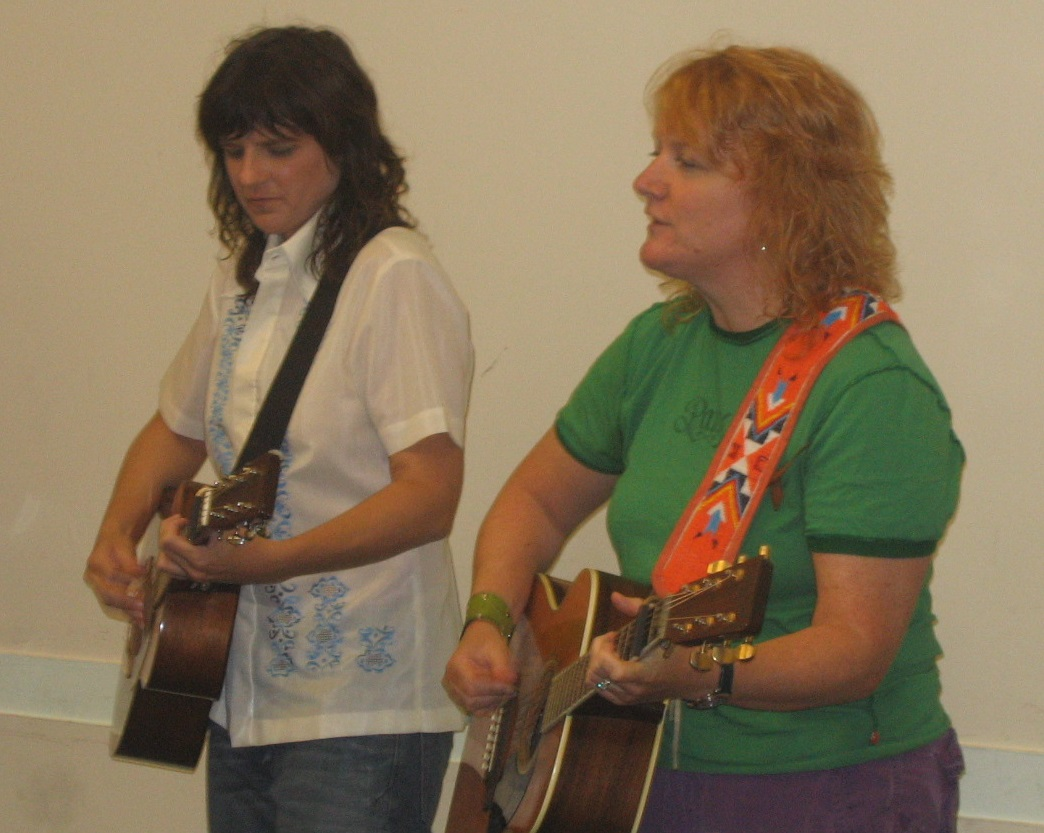
Indigo Girls im Jahre 2005

Die Indigo Girls sind ein US-amerikanisches Folk-Rock-Duo, bestehend aus Amy Ray (* 12. April 1964 in Decatur, Georgia) und Emily Saliers (* 22. Juli 1963 in New Haven, Connecticut), 

## Bandgeschichte

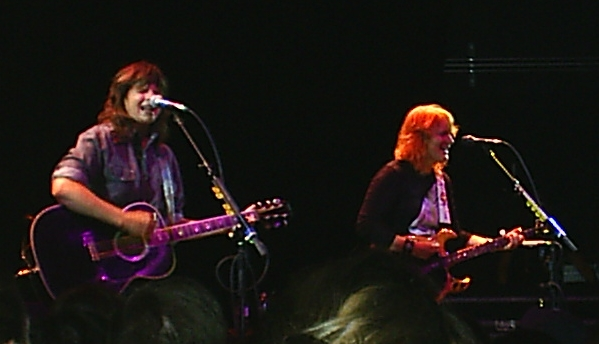
Indigo Girls im Park West in Chicago, 18. September 2005. (A. Ray (links) und E. Saliers)

### Anfänge
Die beiden Frauen lernten einander in der Grundschule in einem Vorort Atlantas von DeKalb County, Georgia, kennen, waren aber in unterschiedlichen Klassen, da Saliers ein Jahr älter ist. Zu einer näheren Bekanntschaft und ersten gemeinsamen Auftritten kam es in ihren High-School-Jahren unter den Bandnamen B-Band und Saliers and Ray.
Nach dem Ende ihrer jeweiligen High-School-Zeit gingen sie fort zum Studieren, Saliers an die Tulane University, Ray ein Jahr später an die Vanderbilt University. In dieser Zeit besuchte Ray Saliers in New Orleans, wo sie Gelegenheitsauftritte im French Quarter hatten. Beide kehrten aufgrund von Heimweh zurück und schrieben sich an der Emory University ein, wo Saliers Vater methodistischer Theologieprofessor war. Seit 1985, als Saliers ihr Studium der Anglistik abschloss, musizieren sie gemeinsam unter dem Namen Indigo Girls.
Im selben Jahr wurde die erste 7″-Single produziert: Crazy Game / B-Seite: Everybody’s Waiting (for Someone to Come Home), später eine 12″-EP mit sechs Liedern. 1987 kam ihr erstes Album in voller Länge, Strange Fire heraus, welches im John-Keane-Studio in Athens, Georgia, produziert wurde. Dadurch wurde Russell Carter auf sie aufmerksam, der seitdem ihr Manager ist.
Aufgrund des Erfolgs der Musikszene von Athens (R.E.M., The B-52s etc.) sowie anderer Folk-Rock-Künstlerinnen wie 10,000 Maniacs, Tracy Chapman und Suzanne Vega wurde nun mit Epic ein Major-Label auf die Indigo Girls aufmerksam.

### Epic Records
Ihr erstes Album unter einem Major Label war das selbstbetitelte Indigo Girls von 1989; es enthält auch den bis heute bekanntesten Hit Closer to Fine. Hier wirkten verschiedene Gastkünstler mit, darunter Michael Stipe und die anderen Musiker von R.E.M. Es folgten eine Grammy-Nominierung für beste neue Band sowie 1989 der Gewinn des Grammy für Bestes zeitgenössische Folk-Album. 1991 war das Album Indigo Girls endlich Platin-dekoriert.
2004 wurde All That We Let In und 2005 eine Sammlung von B-Seiten und seltenen Tracks unter dem Namen Rarities veröffentlicht. Mit letzterem Album war der Vertrag mit Epic erfüllt.

### Hollywood Records
Im Jahr 2006 verpflichteten sich die Indigo Girls für fünf Alben bei Hollywood Records, einem Label der Disney Music Group. Als erstes Album dieser Zusammenarbeit erschien am 19. September 2006 Despite Our Differences.

## Soloprojekte
Amy Ray produziert andere Künstler unter ihrem eigenen Label Daemon Records, das sie im Jahr 1990 gegründet hat. Hier erschienen auch ihre beiden Studioalben Stag (2001) und Prom (2005) sowie das Live-Album Live from Knoxville (2007).
Emily Sailers komponierte 2004 die Filmmusik zu dem Kurzfilm One Weekend a Month. 2014 begann sie die Arbeit an ihrem Soloalbum Murmuration Nation, welches 2017 veröffentlicht wurde.

## Politische Einstellung
Die Indigo Girls sind engagiert für diverse linke, politische Themen und Inhalte, besonders LGBT-Rechte, die Rechte indigener Amerikaner, Umweltschutz sowie die Abschaffung der Todesstrafe. Sie haben Auftritte bei verschiedenen Protesten und Demonstrationen gehabt, z. B. bei der jährlichen „School of the Americas Watch“-Demo, die sich gegen die Ausbildung von lateinamerikanischen Militäroffizieren in den USA äußert, bei einer Großdemo in Washington, D.C. zu Abtreibungsrechten und Frauenrechten („March for Women’s Lives“, ca. 1 Million Teilnehmerinnen). Beide Frauen bezeichnen sich seit langem als Lesben und leben jeweils in langfristigen Partnerschaften mit einer Frau. Sie waren jedoch niemals ein Paar. Wegen ihres Eintretens für die Rechte der Homosexuellen gelten sie als eine Ikone der Bewegung, ähnlich wie Melissa Etheridge und andere Künstler.
Auf dem im Jahre 2006 von P!nk veröffentlichten vierten Album I’m Not Dead wirkten die beiden bei dem Song Dear Mr. President mit, einer Art offenem Brief an George W. Bush, der die Themen Armut, LGBT-Rechte, Abtreibungsrechte und den No Child Left Behind Act behandelte. Im Juni 2007 nahmen sie mit einem Auftritt in Las Vegas an der True Colors Tour 2007 teil, zugunsten der Human Rights Campaign und anderen Organisationen der Lesben- und Schwulenbewegung. Zusammen mit ihrem Vater schrieb Saliers das Buch A Song to Sing, a Life to Live: Reflections on Music as Spiritual Practice.

## Diskografie

### Alben
| Jahr | Titel                            | Höchstplatzierung, Gesamtwochen, AuszeichnungChartplatzierungen (Jahr, Titel, Platzierungen, Wochen, Auszeichnungen, Anmerkungen) | Höchstplatzierung, Gesamtwochen, AuszeichnungChartplatzierungen (Jahr, Titel, Platzierungen, Wochen, Auszeichnungen, Anmerkungen) | Anmerkungen                           |
| Jahr | Titel                            | US | UK | Anmerkungen                           |
| ---- | -------------------------------- | --- | --- | ------------------------------------- |
| 1989 | Indigo Girls                     | US22 ×2Doppelplatin · (35 Wo.)US                                                                                                  | — |                                       |
| 1989 | Strange Fire                     | US159 Gold · (14 Wo.)US | — |                                       |
| 1990 | Nomads · Indians · Saints        | US43 Gold · (29 Wo.)US | — |                                       |
| 1992 | Rites of Passage                 | US21 Platin · (34 Wo.)US | — |                                       |
| 1994 | Swamp Ophelia                    | US9 Platin · (26 Wo.)US | UK81 (2 Wo.)UK |                                       |
| 1995 | 4.5                              | — | UK43 (2 Wo.)UK | Kompilation, nur in UK veröffentlicht |
| 1995 | 1200 Curfews                     | US40 Platin · (14 Wo.)US | — | Live-Kompilation                      |
| 1997 | Shaming of the Sun               | US7 Gold · (22 Wo.)US | UK81 (1 Wo.)UK |                                       |
| 1999 | Come On Now Social               | US34 (7 Wo.)US | — |                                       |
| 2000 | Retrospective                    | US128 (4 Wo.)US | — | Kompilation                           |
| 2002 | Become You                       | US30 (11 Wo.)US | — |                                       |
| 2004 | All That We Let In               | US35 (7 Wo.)US | — |                                       |
| 2005 | Rarities                         | US159 (1 Wo.)US | — |                                       |
| 2006 | Despite Our Differences          | US47 (5 Wo.)US | — |                                       |
| 2009 | Poseidon and the Bitter Bug      | US29 (5 Wo.)US | — |                                       |
| 2010 | Staring Down the Brilliant Dream | US119 (1 Wo.)US | — |                                       |
| 2011 | Beauty Queen Sister              | US36 (2 Wo.)US | — |                                       |
| 2015 | One Lost Day                     | US63 (1 Wo.)US | — |                                       |
| 2020 | Look Long                        | US159 (1 Wo.)US | — |                                       |

Weitere Alben
- 1991: Back on the Bus, Y’all (Live)

### Singles
| Jahr | Titel Album                     | Höchstplatzierung, Gesamtwochen, AuszeichnungChartplatzierungen (Jahr, Titel, Album, Platzierungen, Wochen, Auszeichnungen, Anmerkungen) | Höchstplatzierung, Gesamtwochen, AuszeichnungChartplatzierungen (Jahr, Titel, Album, Platzierungen, Wochen, Auszeichnungen, Anmerkungen) | Anmerkungen |
| Jahr | Titel Album                     | US | UK | Anmerkungen |
| ---- | ------------------------------- | --- | --- | ----------- |
| 1989 | Closer to Fine Indigo Girls     | US52 (9 Wo.)US | — |             |
| 1992 | Galileo Rites of Passage        | US89 (2 Wo.)US | — |             |
| 1994 | Least Complicated Swamp Ophelia | — | UK98 (1 Wo.)UK |             |